# Come Out and Play (Album)
Come Out and Play ist das 1985 veröffentlichte vierte Studioalbum der US-amerikanischen Hard-Rock-Band Twisted Sister. Es enthält Beiträge zahlreicher Gastmusiker, unter anderem Billy Joel, Don Dokken, Clarence Clemons, Brian Setzer und Alice Cooper, außerdem die Coverversion des Shangri-Las-Hits Leader of the Pack. Der Titel des Albums zitiert eine Textzeile aus dem US-amerikanischen Spielfilm Die Warriors, die als Intro des ersten Songs, wenn auch leicht geändert, wiederholt wird.

## Entstehung
1984 hatte Twisted Sister mit dem Album Stay Hungry erste Erfolge in den international wichtigen Musikmärkten: Das Album erreichte Platz 15 in den Billboard 200, Platz 34 in Großbritannien und Platz 48 in Deutschland. Die Singles I Wanna Rock und We’re Not Gonna Take It liefen bei MTV auf Heavy Rotation. Das Album wurde im Erscheinungsjahr mit Gold und Platin ausgezeichnet und erhielt 1985 Doppelplatin; seit 1995 hat es Dreifach-Platin-Status.
1985 wurde das Nachfolgealbum Come Out and Play aufgenommen, das unter der Regie des deutschen Produzenten Dieter Dierks entstand, der durch Erfolge mit Accept (Metal Heart) und den Scorpions (Love at First Sting, World Wide Live) auch international auf sich aufmerksam gemacht hatte. Die Aufnahmen fanden zu einem kleinen Teil in New York statt, die Hauptarbeit erfolgte jedoch im Record Plant Studio in Los Angeles, was dazu führte, dass das New Yorker Studio in den Produktionsnotizen des Booklets nicht namentlich erwähnt wird (“Recorded somewhere in New York and at the ‘old’ Record Plant in Los Angeles, R.I.P.”).
Der Titelsong des Albums, der auch erstes Lied auf dem Album ist, wird mit einem Zitat aus dem 1979 entstandenen Film Die Warriors eröffnet: Man hört aneinanderschlagende Flaschen und die Stimme Dee Sniders, der die Band mehrfach auffordert, zum Spielen herauszukommen (“Come out and play, Twisted Sister”). Im Film ist es der Bandenchef Luther, der Flaschen aneinanderschlägt und mit den Worten „Warriors, kommt raus und spielt“ die verfeindete Gang der Warriors zum Kampf herausfordert.
Für das Album nahm die Gruppe auch eine Version des Liedes Leader of the Pack auf, die für diesen Zweck umgetextet wurde, weil der Originaltitel die Geschichte aus der Sicht der Frau erzählt, die sich in den Anführer einer Bande verliebt hatte und diese Liebe nicht leben darf. Nach der Veränderung des Textes beschreibt das Lied dieselbe Situation aus der Sicht des Gangbosses.
Besonderen Aufwand betrieb die Band beim Titel Be Chrool to Your Scuel, auf dem zahlreiche Gastmusiker zu hören sind. Das Lied ist im Stil klassischen Rock ’n’ Rolls gehalten, für den authentischen Klang sorgten Stray-Cats-Sänger und -gitarrist Brian Setzer und Billy Joel (Piano), das Saxophon-Solo wurde von Clarence Clemons gespielt. Den Gesang teilten sich Dee Snider und Alice Cooper. Das zu diesem Song gedrehte Video wurde von MTV abgelehnt, weil es „zu anstößig“ erschien. Inhaltlich kritisiert das Lied überalterte Schulsysteme, die wenig Herausforderung bieten und Schüler nicht auf das Leben vorbereiten („es muss einen besseren Weg geben, zu unterrichten, denn dieser funktioniert nicht, wie er sollte“; „Hey, ich muss wissen, was ich brauche, wenn es von hier weitergeht“).
Weitere Gastmusiker waren Gary Holland und Dokken-Sänger Don Dokken, die bei I Believe in You die hohen Harmoniegesänge beisteuerten. Auf dem Album verwendete Keyboards wurden von Alan St. John gespielt.
Cover

Das Albumcover zeigte einen in eine Asphaltfläche eingelassenen Schachtdeckel, unter dem links und rechts je eine Hand mit rot lackierten Fingernägeln eingeklemmt war. Oberhalb und unterhalb des Deckels waren mit rosa Farbspray die Worte „Twisted Sister“ und „Come Out and Play“ auf den Asphalt gesprüht. Auf dem Schachtdeckel war das Twisted-Sister-Logo zu sehen. Die Erstausgabe des Albums enthielt ein Gimmick: Der Schachtdeckel auf dem Cover konnte aufgeklappt werden, woraufhin Dee Snider aus dem Kanal hervorzukommen schien und sich am Rand des Schachts abstützte.
In den Danksagungen ist vermerkt: „Zusätzliche Publicity durch das Amarillo Police Departement, Amarillo, TX; Parents Music Resource Center; Tipper Gore; Susan Baker; Senator Paula ‚Auf wessen Seite stehe ich eigentlich?‘ Hawkins“. Das PMRC und die genannten Mitglieder dieses Gremiums hatten We’re Not Gonna Take It vom Twisted-Sister-Album Stay Hungry auf ihre „Liste der 15 anstößigsten Lieder“ gesetzt.
Come Out And Play wurde am 9. November 1985 veröffentlicht, als erste Single wurde Leader of the Pack ausgekoppelt, gefolgt von King of the Fools und Be Chrool to Your Scuel.

## Rezeption
Besonderer Erfolg war Come Out and Play nicht beschieden: Das Album konnte nur Platz 53 der US-amerikanischen Charts erreichen und verschwand bereits nach 17 Wochen aus den Notierungen, in Großbritannien reichte es nur zu Platz 95, in Deutschland hatte das Album keinen Effekt in den Hitlisten. Für die Singles galt dies ähnlich: Leader of the Pack erreichte in den USA Platz 53, in Großbritannien Platz 47, verschwand aber nach kurzer Zeit wieder; King of the Fools und Be Chrool to Your Scuel wurden überhaupt nicht notiert. Das Album wurde mit einer Goldenen Schallplatte ausgezeichnet. Der mäßige Erfolg des Albums leitete den Niedergang der Band ein, die für das nächste Album, Love Is for Suckers, auf die Dienste von Schlagzeuger A.J. Pero verzichten musste, der nach einer schlecht verlaufenen und von vielen Konzertabsagen begleiteten US-Tournee das Handtuch geworfen hatte.
Der Rezensent Stephen Greg Prato schrieb für allmusic.com, die Titel des Albums seien teils „ambitioniert (der Titelsong), offensichtlich für das Radio aufgenommen (ein Cover von Leader of the Pack, Be Chrool to Your Scuel) und direkt für Headbanger aufgenommen (‚The Fire Still Burns,‘ ‚Kill or Be Killed‘).“
Metal Hammer schrieb, das Album sei „ein zwiespältiges Werk.“ Wer „den rauhen ungeschliffenen HM-Sound älterer TS-Tage aus den Zeiten von You Can’t Stop Rock’n’Roll bevorzuge, werde enttäuscht, denn die neue LP liege ‚so ziemlich auf einer Linie mit dem Vorgänger Stay Hungry‘. Nur wirke alles ‚professioneller und perfekter durchgestylt,‘ die Gitarren seien ‚voller und breiter abgemischt‘. Songs wie der Gassenhauer You Want What We Got, das TS-typische Titelstück sowie der witzige Rock’n’Roller Be Chrool To Your Scuel hätten ‚das Zeug, sich zu echten Südkurvenklassikern zu entwickeln‘.“

## Titelliste
Alle Titel, mit Ausnahme von Leader of the Pack, wurden geschrieben von Dee Snider.
1. Come Out and Play – 4:51
2. Leader of the Pack (Ellie Greenwich, Shadow Morton, Jeff Barry) – 3:48
3. You Want What We Got – 3:45
4. I Believe in Rock ’n’ Roll – 4:03
5. The Fire Still Burns – 3:34
6. Be Chrool to Your Scuel – 3:53
7. I Believe in You – 5:23
8. Out on the Streets – 4:27
9. Lookin' Out for #1 – 3:07
10. Kill or Be Killed – 2:47
11. King of the Fools [Bonustrack der CD- und MC-Version] – 6:26